# Источноарапска кухиња
Источноарапска кухиња, такође позната као халиџска кухиња (арап. المطبخ الخليجي), представља традиционалну варијанту арапске кухиње која је заједничка становништву Источне Арабије и области око Персијског залива. Морска храна има значајну улогу у исхрани становника приобалног региона Источне Арабије, при чему је риба посебно популарна. Источноарапска кухиња разликује се од кухиње Арапа из Хиџаза, Јемена, Наџда, Омана и других делова Арабије. Једно од уобичајених јела у региону је и харис.
Данас источноарапска кухиња чини традиционалну кухињу земаља као што су Кувајт, Бахреин, Катар, Уједињени Арапски Емирати, јужни део Ирака и источни делови Саудијске Арабије и Омана, при чему постоје мање локалне варијације.

## Историја
Изворно, становници Источне Арабије углавном су се хранили урмама, пшеницом, јечмом, пиринчем и месом, уз ограничену разноликост и значајан удео производа од јогурта, као што је „лебен“ (لبن), јогурт без маслачне масти. Глобализација и контакти са древним цивилизацијама, као што су Римљани, Персијанци, а касније и Османлије, довели су Арапе у блиски контакт са јелима различитих култура, као и увођење нових састојака у њихову исхрану.
Као и већина азијских култура, кулинарско наслеђе Источне Арабије може се пратити кроз иранску, индијску и кинеску кухињу. У ствари, структура хране персијско-арапске цивилизације почела је са кулинарским техникама које су настале у древној Персији и које су Персијанци развијали током Сасанидске династије. Са даљим развојем Османског царства, арапска култура дошла је у контакт са Османлијама. Турски утицаји на арапску кухињу укључују, између осталог, кебабе.
Ова мултикултурална размена постала је могућа након појаве ислама и ширења арапског утицаја током освајања Персије, Балкана и Северне Африке, што је омогућило трговцима различитих народа да путују на велике удаљености, долазе у контакт и утичу на локалне кухиње, као и да буду под утицајем тих кухиња. Размена обичаја и хране била је двосмерна, при чему су Арапи такође извозили своје исхранске навике као што су урме, смокве и јагњеће месо у области које су освајали или у које су путовали, укључујући Персијско царство и турско становништво Балкана. Ова размена добара и стилова живота имала је значајну улогу у формирању савременог арапског начина исхране.
Арапи су касније пренели ове нове кулинарске утицаје у својим освајањима у Африку, све до Северне и Западне Африке и јужне Шпаније. На пример, неки шпански десерти као што су полворонес, тосино де сјело (крем карамел) и јемас де Сан Леандро (марципански десерт) снажно су под утицајем Мавра. Иако ови утицаји нису настали код изворних Арапа са Арабијског полуострва, њихово проширење ка западу у Египат и Мароко довело је до ширења кинеске, индијске, арапске и персијске кухиње, која је на крају била прихваћена од стране северноафричких народа.

## Састојци
Савремена источноарапска кухиња представља резултат комбинације разноликих кухиња, укључујући персијске, индијске, либанске и кинеске кулинарске стилове, као и бројне намирнице које нису изворно пореклом из овог региона, а које су највероватније увозиле трајекти („дове“) и каравани. Поред тога, ова кухиња је обилато зачинивана разним зачинима, од љутих сосова до разних врста паприке, као и чајем. У исхрани се преферирају поврће као што су краставци, патлиџани и црни лук, као и воће, пре свега цитруси. Важно је истаћи да многи зачини који се користе у источноарапској кухињи такође имају значајну улогу у индијској кухињи, што је последица интензивне трговине између ова два региона и садашњег стања у богатијим нафтним државама, где велики број радника из Јужне Азије живи и ради у Источној Арабији.

## Култура
Кључни елемент у припреми хране у Источној Арабији јесте концепт гостопримства. Оброци су често породични догађаји, уз заједничке разговоре око трпезе. Формалне вечере и свечаности обично подразумевају велике количине хране, а свака прилика подразумева обилну понуду кафе.
Постоје бројне регионалне разлике у арапској кухињи. На пример, муџадара у Сирији или Либану разликује се од муџадаре у Јордану или Палестини. Поједина јела, као што је менсаф (национално јело Јордана), карактеристична су за одређене земље и ретко се могу срести у другим регионима.
За разлику од већине западних кухиња, цимет се користи и у месним јелима, као и у слаткишима као што је баклава. Други десерти укључују варијације пиринчане каше и пржено тесто. Смеше од млевених орашастих плодова често се користе као пунило у овим посластицама. Шафран је чест састојак у свему, од слаткиша, преко пиринча, до пића. Воћни сокови су веома популарни у овом сувом и топлом крају.

## Утицаји
Поред арапске кухиње, на источноарапску кухињу утицале су или су биле под утицајем следеће кухиње, било због трговине (углавном поморске, са Далеког истока), било као резултат старих контаката:
- Индијска кухиња
- Афричка кухиња
- Балочка кухиња
- Фузијска кухиња
- Иранска кухиња

## Народне кухиње
- Бахреинска кухиња
- Емирска кухиња
- Кувајтска кухиња
- Оманска кухиња
- Катарска кухиња
- Саудијска арапска кухиња
- Јеменска кухиња